# Gliglois
Gliglois est un court roman arthurien, de 2 942 vers octosyllabiques à rimes plates, écrit dans la première moitié du XIIIe siècle. Son auteur est inconnu.

## Le roman
Le récit utilise un cadre arthurien, mais dépourvu de tout merveilleux ; il s’agit davantage d’un roman courtois, où le loyal et total service d’amour est assuré d’être récompensé : le héros, Gliglois, fils d’un châtelain, est envoyé par son père à la cour d’Arthur et entre au service de Gauvain. Il s’éprend de Beauté, suivante de Guenièvre, et rivalise avec Gauvain ; Beauté repousse d’abord son amour, mais Gliglois  lui donne de telles preuves de sa prouesse (un tournoi où il se distingue est l’élément central du roman) et de la profondeur de ses sentiments qu’elle l’accepte pour époux. L’ironie de l’auteur fait que Gauvain, modèle de prouesse, de courtoisie et séducteur, est évincé dans l’amour de la demoiselle par un jeune nice (naïf).

## Transmission du texte
Ce roman est conservé dans un seul manuscrit, le Ms. L. IV. 33 de la Bibliothèque nationale et universitaire de Turin, qui a été gravement endommagé dans l'incendie de 1904 et restauré ; on utilise une transcription de ce manuscrit effectuée à la fin du XIXe siècle par W. Foerster et J. Müller et conservée à l’université Harvard, Bibliothèque Widener (Ms. 27271.57 F*).